# Sant Joan Baptista del Poal
Sant Joan Baptista del Poal és un monument del municipi del Poal inclòs en l'Inventari del Patrimoni Arquitectònic de Catalunya.

## Descripció
La primitiva església de Sant Joan era d'una nau, avui es troba molt modificada i ampliada. Del moment primitiu resta tan sols part de l'arcada.
Té una nau ampla amb capelles laterals obertes en arc de mig punt a manera de corredor. La coberta és de volta de canó amb llunetes. La nau és il·luminada per ulls de bou superiors. Els murs tenen sòcol de pedra i parets pintades. El paviment és de mosaic. Als peus de l'església hi ha la capella del Santíssim.
Destaca la porta d'entrada, amb la data de 1743, de línia sòbria. La porta s'emmarca dins un arc escarser on les antes i l'extradós estan formats per fistons i motllures. La clau de l'arc està marcada per una fulla d'acant cargolada. A banda i banda de la porta, un fals pilar, format per carreus superposats, descansa sobre una base amb toro i escòcia. Damunt, el capitell es forma a partir de dos grups de motllures. El fris, totalment llis, sembla una continuació de la façana. La cornisa està formada per un arc també escarser però més rebaixat que el de la porta. L'arc, format per nivells de motllures, suporta al centre i els laterals unes peces geomètriques en forma d'alfil. El central porta la data de l'església.
Làpida sepulcral, feta construir pel marquès del Poal, Francesc Desvalls i d'Alegre, per a ell i la seva muller, Manuela d'Ardena. L'obra s'acabà el 1776. La làpida és de pedra, té forma rectangular i actualment està adossada al mur de l'església parroquial. En relleu, s'hi ha representat l'escut heràldic del marquès, que ocupa la meitat superior mentre que la inferior porta gravada la llegenda segons la qual sabem que fou per iniciativa del marqués que es construí l'església de la població.

## Història
Fou construïda l'any 1743 per iniciativa de Francesc Desvalls i d'Alegre, senyor i marquès del Poal, com ho commemora una làpida que diu que, a més de bastir l'església, edificà el monument per a ell mateix, per la seva esposa Manuela d'Adena i per als seus fills.
El títol del Marquesat del Poal fou concedit el 1725, segons sembla, per l'emperador Carles VI a Antoni Desvalls i de Vergós, fins llavors vescomte de Poal, títol concedit pel rei-arxiduc el 1706.
Un article publicat al diari La Mañana el 15 de gener del 2002, informa que la làpida fou restaurada.
L'edifici s'acabà el 1776. El campanar es va fer l'any 1790.
L'any 1950 es portaren a terme les obres de reforma de l'església, ja que el poble havia crescut. Les obres de reforma foren dirigides per Josep Danés i Torres, arquitecte del bisbat d'Urgell.